# Vataireopsis surinamensis
Vataireopsis surinamensis là một loài thực vật có hoa trong họ Đậu. Loài này được Lima miêu tả khoa học đầu tiên.